# Даунтонска опатија (5. сезона)
Пета сезона британске драмске ТВ серије Даунтонска опатија броји 8 регуларних епизода и божићни специјал. Регуларне епизоде су емитоване од 21. септембра до 9. новембра 2014. године, а божићни специјал 25. децембра 2014. године. Просечна гледаност пете сезоне у УК износила је 10,40 милиона гледалаца.

## Радња
У петој сезони, која покрива 1924. годину, руски прогнаник, принц Курагин, жели да обнови своје прошле осећаје према старој грофици, Вајолет. Уместо тога, Вајолет проналази његову жену у Хонг Конгу и поново уједињује принца и његову отуђену жену. Скотланд Јард и локална полиција истражују Гринову смрт. Вајолет сазнаје за Идитину ћерку, Мериголд. У међувремену, госпођа Дру, не знајући истинито порекло Мериголд, љути се због Идитиних сталних посета. Након што је Идит наследила издавачку кућу Мајкла Грегсона, одвела је Мериголд од Друових и преселила се у Лондон. Брикер, стручњак за уметност заинтересован за једну од слика у Даунтону, показује своје истинске намере према Кори, те га Роберт избацује, што узрокује привремену свађу између Коре и Роберта. Моузли и Бакстерова се све више зближавају.
Мери пристаје на аферу за једну ноћ са лордом Гилингамом, за коју Вајолет касније сазнаје. У међувремену, Чарлс Блејк покушава да поново споји Гилингама са његовом бившом вереницом Мејбел, како би повећао шансе код Мери. Убрзо након ноћи које су провели заједно, Мери оставља лорда Гилингама, који се враћа Мејбел.
Одлука госпође Патмор да инвестира своје наслеђе у некретнине инспирише господина Карсона, да учини исто. Он предлаже госпођи Хјуз инвестира са њим, али она признаје да нема новца због константног слања плате у сврху лечења ментално неспособне сестре. Леди Роуз вери се са Атикусом Алдриџом, сином Лорда и Лади Синдерби. Лорд Синдерби се снажно противи Атикусовом венчању са девојком која није јеврејске вероисповести. Изобел се виђа са лордом Мертоном, који је касније проси. Она прихвата, али касније раскида веридбу због омаловажавајућих коментара синова Лорда Мертона на рачун њеног порекла. Леди Флинтшир се разним сплектама труди да уништи Роузино и Атикусово венчање, укључујући и најављивање свима на венчању да се она и њен муж разводе, намеравајући да изазове скандал који би спречио Роузин брак са Атикусом, али не успева у томе и њих двоје се ипак венчају.
Бејтс је осумњичен за Гриново убиство. Испоставља се да је возна карта коју је Мери претходно спалила доказ Бејтсове невиности, пошто је била непоништена. Када је Ана ухапшена због сумње да је убила Грина, Бејтс пише лажну исповест пре бега у Ирску. Госпођица Бакстер и Моузли успевају да докажу да је Бејтс био у Јорку за време убиства. Ова нова информација омогућава Ани да буде пуштена. Кора од љубоморне госпође Дру сазнаје истину о Мериголд и жели да она буде одгојена у Даунтону. Мариголд је представљена као Идитина штићеница, али Роберт и Том на крају схватају истину, које једино Мери још није свесна.
Током прославе Божића, Том Брансон објављује да се сели у Америку да ради за свог рођака, водећи са собом ћерку Сиби. Током посете Роуз, Атикусу и његовим родитељима, Мери на забави упознаје аутомобилисту Хенрија Толбота, зближавају се, али он одлази већ следећег јутра. Господин Карсон проси госпођу Хјуз и она то прихвата.

## Улоге

### Главне улоге

#### Породица Кроли
- Хју Боневил као гроф Роберт Кроли, лорд од Грантама
- Елизабет Макгаверн као грофица Кора Кроли, леди од Грантама
- Меги Смит као грофица Вајолет Кроли
- Мишел Докери као леди Мери Кроли
- Лора Кармајкл као леди Идит Кроли
- Пенелопи Вилтон као Изобел Кроли
- Ален Лич као Том Брансон
- Лили Џејмс као леди Роуз Маклер

#### Послуга
- Џим Картер као Чарлс Карсон
- Брендан Којл као Џон Бејтс
- Џоана Фрогат као Ана Бејтс
- Роб Џејмс Колијер као Томас Бароу
- Кевин Дојл као Џозеф Моузли
- Филис Логан као Елси Хјуз
- Софи Макшера као Дејзи Мејсон
- Лесли Никол као Берил Патмор
- Ејми Натал као Етел Паркс
- Едвард Спилерс као Џими Кент
- Ракел Касиди као Филис Бакстер

#### Остали
- Дејвид Роб као др Ричард Кларксон
- Том Кулен као Антони Фојл, виконт од Гилингама
- Џулијан Овенден као Чарлс Блејк

### Епизодне улоге
- Саманта Бонд као леди Розамунд Пејнсквик
- Ричард Е. Грант као Сајмон Брикер
- Питер Иган као маркиз Хју „Шримпи” Маклер, лорд од Флинтшира
- Дејзи Луис као Сара Бантинг
- Брендан Патрикс као Евелин Нејпијер
- Даглас Рит као лорд Мертон
- Ендру Скарбороу као Тим Дру
- Ема Лаундес као Марги Дру
- Џереми Свифт као Септимус Спрат
- Мет Барбер као Атикус Алдриџ
- Џејмс Фолкнер као Данијел Алдриџ, лорд Синдерби
- Пени Дауни као Рејчел Алрдиџ, леди Синдерби
- Луис Хилајер као инспектор Вајнер
- Хауард Вард као наредник Вилис
- Су Џонстон као Гладис Денкер
- Кетрин Стедман као Мејбел Лејн Фокс

### Гостујуће улоге
- Хари Хејден Пејтон као Херберт „Берти” Пелхам
- Метју Гуд као Хенри Толбот
- Ана Чанселор као леди Анструтер
- Раде Шербеџија као принц Игор Курагин
- Џејн Лапотер као принцеза Ирина Курагин
- Џонатан Кој као Џорџ Мари
- Себастијан Дан као Чарли Роџерс
- Ед Купер Кларк као Тимоти Греј
- Алун Армстронг као Стовел
- Алис Петен као Дајана Кларк

## Епизоде
| 35 | 1 |  | Кетрин Моршид | Џулијан Фелоуз | 21. септембар 2014. | 10.71 |
| Фебруар 1924. Роберт и Kарсон су узнемирени због избора. Мештани желе да подигну ратни споменик и замоле Карсона да предводи комитет. Леди Идит већ скоро 2 године нема новости о Мајклу Грегсону и узнемирена је што не може да буде у животу своје ћерке Мариголд, коју одгаја породица фармера. Том Брансон постаје све ближи са учитељицом Саром Бантинг, што згрожава Роберта, којем се не свиђају њени либерални политички ставови. Дејзи учи математику да би се побољшала, на Карсоново неодобравање. Лорд Мертон обиграва око Изобел која је незаинтересована. Вајолет организује чај са лордом Мертоном и Изобел, али кад схвати да ће се Изобел удајом за лорда Мертона помаћи у њиховом друштвеном статусу, такође позива удовицу леди Шаклтон и др Кларксона како би раздвојила лорда Мертона и Изобел. Када подбатлер Томас покуша да уцени госпођицу Бакстер, Молзли јој саветује да исприча Кори све о својој прошлости. Бакстерова открива да је осуђена због крађе накита претходног послодавца. Госпођица Бантинг је позвана на прославу 34. годишњице брака Роберта и Коре, али изазива непријатности својим коментарима против аристократије. Леди Мари пристаје на тајну везу са лордом Гилингамом. Томас спашава леди Идит од пожара у њеној спаваћој соби. Док прегледа спаваће собе, Роберт налази Џимија у кревету са гошћом Даунтона, леди Анструтер. Роберт наређује Карсону да отпусти Џимија. |   |  |               |                |                     |       |
| 36 | 2 |  | Кетрин Моршид | Џулијан Фелоуз | 28. септембар 2014. | 10.46 |
| Април 1924. Томас открива Молзлију злочин госпођице Бакстер. Бакстерова све потврђује, али таји разлог крађе. Ни Кори није рекла, па Кора не може да одлучи шта ће са њом. Историчар уметности Сајмон Брикер долази да погледа слику у Даунтону и флертује са Кором. Брикер је у пратњи Чарлса Блејка, који схвата да се Мери више свиђа лорд Гилингам. Постоји неслагање око тога где поставити сеоски ратни споменик. Мери моли Ану да јој набави контрацепцијско средство за њен рандеву са Гилингамом. Фармер закупац господин Дру предлаже да Идит да постане Мариголдина заштитница што јој омогућава да је чешће посећује. Међутим, госпођи Дру, која не зна да је Мариголд Идитина ћерка, смета Идитино уплитање. Госпођа Патмор пита госпођицу Бантинг да подучава Дејзи. Вајолет и Изобел обилазе сеоско имање лорда Мертона. Роуз покушава да наговори Роберта да набаве бежични радио. Долази локални полицијски наредник и каже Карсону и госпођи Хјуз да је у Лондону био сведок Гриновог убиства. |   |  |               |                |                     |       |
| 37 | 3 |  | Кетрин Моршид | Џулијан Фелоуз | 5. октобар 2014.    | 10.15 |
| Мај 1924. Наредник Вилис открива да је сведок чуо да је Грин некоме рекао да се лоше провео у Даунтону и да није волео Бејтса. Мери и Гилингам проводе идиличну ноћ у хотелу, али Спрат, Вајолетин батлер, их примећује како напуштају хотел и обавештава Вајолет. Вајолет се касније суочава са Мери која јој говори да је користила контрацепцију и да ју је Гилингам запросио пре него што су постали љубавници. Кора је у Лондону, у посети Розамунд. Она проводи угодан дан са господином Брикером, истражујући музеје и галерије и вечерајући напољу. У међувремену, Роберт одлучује да оде до Лондона и изненади је. Љут је кад сазна како је провела дан. Бакстерова одлази код Коре и говори јој остатак приче и признаје да ју је на крађу натерао тадашњи љубавник и Кора јој допушта да остане у Даунтону. Госпођа Патмор је узнемирена што њен нећак, Арчи, није укључен у ратни споменик у његовом родном селу, јер га је одбор сматрао недостојним. Госпођа Патмор се нада да ће се Арчијево име додати на споменик у селу Даунтон, али Карсон је против тога. Идитине сталне посете Мариголд узнемирују госпођу Дру, а господин Дру моли Идит да се привремено склони. Архитекта жели да сагради 50 кућа близу села, али Роберт одбија да прода земљу. Роуз доводи групу руских аристократа у бегу у Даунтон на чај. Један од њих, принц Курагин, давно је упознао Вајолет и њеног супруга када су били у Русији на краљевском венчању. Лорд Гилингам једва чека да се венча са Мери, али она мисли да је њен суд био замућен пожудом и сада сумња да је он прави мушкарац за њу. |   |  |               |                |                     |       |
| 38 | 4 |  | Минки Спајро  | Џулијан Фелоуз | 12. октобар 2014.   | 10.25 |
| Мај 1924. Вајолет води Изобел у посету руским аристократама, који сада живе у сиромаштву. Том и Мери покушавају да наговоре Роберта да се сложи са градњом. Роузин отац, Шримпи, објављује да се он и његова супруга разводе. Лорд Мертон каже Изобел да је воли и проси је. Изненађена Изобел каже да јој треба још времена да размисли. Чини се да је Томас болестан, а госпођица Бакстер сведочи како се сам лечи. Мери говори лорду Гилингаму да се неће удати за њега, али он одбија да прихвати њену одлуку. Господин Брикер поново посећује Даунтон, на Робертово незадовољство, јер му се не допада колико пажње Брикер посвећује Кори. Госпођица Бантинг оде предалеко у задиркивању Роберта својим политичким ставовима и он јој наређује да напусти кућу. Наредник Вилис се враћа у Даунтон. Док је била у Лондону са Мери, полицајац у цивилу видео је да је Ана посетила стан лорда Гилингама. То се објашњава тако што је доставила Мерино писмо Гилингаму. Међутим, потом је отишла у Пикадили, где је Грин убијен, због чега је полиција сумњичава. |   |  |               |                |                     |       |
| 39 | 5 |  | Минки Спајро  | Џулијан Фелоуз | 19. октобар 2014.   | 10.39 |
| 1924. Инспектор Вајнер из Скотланд Јарда испитује Мери и Ану о господину Грину и њихови одговори му делују сумњиво. Госпођа Патмор одлучује да купи колибу својим наследством и да је изнајмљује. Госпођа Дру каже свом супругу да забрани Идит даљи контакт са Мариголд. Розамунд говори Вајолет све о Идит и оне јој саветују да одведе дете у Француску. Сара Бантинг добија нови посао и одлази. Чарлс Блејк позива Мери на ручак, заједно са бившом вереницом Тонија Гилингама, Мејбел. Он има лукав план да поновно споји Гилингама и Мејбел, како би оставио Мери за себе. Томас изгледа све болесније. Пошто Роберт није ту, Брикер поново долази у Даунтон и непозван одлази у Корину спаваћу собу, на њено згражање и отпор. Роберт се враћа раније и налази их заједно. Увређен, Роберт удара Брикера и он одлази. Роберт остаје хладан са Кором, верујући да је и она крива. |   |  |               |                |                     |       |
| 40 | 6 |  | Филип Џон     | Џулијан Фелоуз | 26. октобар 2014.   | 9.87  |
| 1924. Вајолет посећује принца Курагина. Идит сазнаје да је Мајкл Грегсон убијен током Хитлеровог пуча у Минхену. Она наслеђује његову издавачку кућу и након што открива госпођи Дру да је Мариголдина мајка, узима Мариголд и одлази у Лондон. Као одговор на анонимно писмо које је стигло о Гриновој смрти, полиција се враћа у Даунтон. Разговарају са госпођицом Бакстер, претећи да ће је вратити у затвор уколико не буде сарађивала. Она признаје неке сумње у вези са Бејтсом и Грином. Бејтс налази Мерино контрацепцијско средство сакривено у Аниној фиоци и оптужује Ану да не жели да имају децу јер га сматра убицом. Говори јој да је знао за Грина, али да га није убио. Намеравао је да оде у Лондон да убије Грина, али је знао да ће то Ани нанети још траума. Његова неискоришћена возна карта доказала би да никада није отишао у Лондон, али Мери ју је раније спалила, верујући да ће га тако заштити. Томас се толико разболи да га Бакстерова води код доктора Кларксона. Томас признаје да је покушавао да „излечи” своју хомосексуалност. Вајолет налази нову личну слушкињу, госпођу Денкер, која брзо улази у сукоб са њеним батлером, Спратом. Кора и Роберт се мире. Мери среће лорда Гилингама и Мејбел са Чарлсом Блејком, па се чини да Чарлсов план делује. Након што је посетио колибу госпође Патмор, Карсон прилично нервозно пита госпођу Хјуз да ли је заинтересована да инвестира са њим. Робертов пас Ајсис није добро. |   |  |               |                |                     |       |
| 41 | 7 |  | Филип Џон     | Џулијан Фелоуз | 2. новембар 2014.   | 10.77 |
| 1924. Роуз породици представља свог новог пријатеља Атикуса Алдриџа и његове родитеље, лорда и леди Синдерби. Изобел објављује своју веридбу са лордом Мертоном. Касније Вајолет признаје Мери да није љубоморна на то што ће Изобел имати виши друштвени ранг од ње, већ је тужна што ће је изгубити као пријатељицу. Розамунд и Вајолет се припремају да открију Идитину тајну Кори, али узнемирена госпођа Дру јој прва говори. Кора је љута што су крили вест о њеној унуци и одлази са Розамунд да посети Идит у Лондону. Предлаже да се Идит врати кући и да се претвара да је усвојила Мариголд. Идит се нерадо слаже. Тони Гилингам верује да га Мери воли, па Чарлс организује да се он и Мери пољубе у јавности пред Тонијем и Мејбел, прекинувши Гилингамово интересовање за Мери. Бакстерова чује госпођу Хјуз да пита Мери за возну карту и обавештава Бејтса да се може заклети да ју је видела неискоришћену. Бејтс и Ана планирају будућност и разматрају продају куће Бејтсове мајке у Лондону и куповину куће или мотела у близини који ће дати у закуп. Том је писао свом рођаку у Бостону о пресељењу у САД. Синови лорда Мертона су злобни и безобразни према Изобел током вечере у његовој кући. Атикус проси Роуз и она пристаје. Робертов вољени пас Ајсис болује од рака. |   |  |               |                |                     |       |
| 42 | 8 |  | Мајкл Енглер  | Џулијан Фелоуз | 9. новембар 2014.   | 10.44 |
| 1924. Сви одлазе у Лондон на Роузино и Атикусово венчање, али атмосфера је неугодна. Роузина мајка, леди Флинтшир, не одобрава то што је Атикус Јеврејин, док Атикусов отац не одобрава да се његов син венча Хришћанком. Роузина мајка неуспешно покуша да саботира венчање, тако што је анонимно послала Роуз исцениране фотографије Атикуса са проститутком, чије је услуге он заправо одбио. Инспектор Вајнер позива Ану да учествује у препознавању починица злочина од стране сведока у Скотланд Јарду. Денкерова показује своје друго лице, када води младог привременог лакеја Ендија у коцкарницу где добија бесплатна пића у замену за довођење коцкара почетника (за које се очекује да ће изгубити новац). Томас схвата шта се дешава и придружује се њиховој следећој посети, враћајући Ендијев новац. Том открива Идит и Мери да планира да се пресели у Бостон и постане пословни партнер са својим рођаком. Инспектор Вајнер се неочекивано појављује и хапси Ану због сумње да је убила Грина, јер ју је сведок идентификовао да је била на плочнику у близини Грина непосредно пре несреће. Откривен је ратни споменик, а Роберт открива одвојени мали споменик који је он наручио, да одаје почаст покојном нећаку госпође Патмор, који је био добровољац у рату. Роберт открива да је Мариголд заправо Идитина и Грегсонова ћерка. |   |  |               |                |                     |       |
| Специјал |   |  |               |                |                     |       |
| 43 | — |  | Минки Спајро  | Џулијан Фелоуз | 25. децембар 2014.  | 7.99  |
| Септембар и децембар 1924. Атикусови родитељи позивају Кролијеве на сеоско имање које су унајмили за лов. Њихов снобаст батлер Стовел одбија да служи Тома током вечере. Непристојан је и према осталим слугама. Када бесни лорд Синдерби вређа Стовела, а затим Томаса за столом за ручком, Томас сазнаје опасну тајну од пијаног Стовела и уговара да дође лордова љубавница са ванбрачним дететом. Роуз спашава ствар, завређујући поштовање и наклоност свог свекра. Вајолет поново спаја принца Курагина и његову отуђену супругу. Карсон и госпођа Хјуз заједно траже кућу за инвестицију, али госпођа Хјуз открива да нема новца и да се не може пензионисати јер мора да плаћа негу о својој ментално онеспособљеној млађој сестри Беки. Карсон открива да је купио имање у оба њихова имена. Затим је проси, а она прихвата. Изобел ипак одбија да се уда за лорда Мертона, не желећи да стане између њега и његових синова. Енди, привремени лакеј из Лондона, примљен је за стално, на Томасово велико задовољство. Роберт сазнаје да има чир на желуцу и пристаје да престане да пије. Он такође говори Идит да зна да је Мариголд њена ћерка и пристаје да настави са параваном да ју је Идит усвојила. Том такође сазнаје истину о Мариголд и обећава да неће рећи Мери. Да би ослободио Ану, Бејтс пише писмо у ком признаје да је покушао да убије господина Грина и нестаје. Молзли и Бакстерова носе фотографију Бејтса по различитим пабовима у Јорку и проналазе паб у ком је он ручао тог дана, доказујући да није био у Лондону када је Грин убијен. Сведок који је идентификовао Ану постаје несигуран, па је она пуштена уз кауцију. У Даунтону се одржава велика божићна забава, која уједно служи као опроштајна забава за Тома, који је у Америци нашао посао и са собом води своју ћерку Сиби. Бејтс и Ана се поново спајају по повратку у Даунтон. Вајолет признаје Изобел да су она и принц Курагин у младости покушали да побегну заједно. |   |  |               |                |                     |       |